# Christian Hommel
Christian Hommel (ur. 1963) – oboista niemiecki.
Studiował we Freiburgu u Heinza Holligera. Był laureatem międzynarodowych konkursów muzycznych w Genewie i Trieście oraz wielu nagród i stypendiów artystycznych, m.in. Nagrody Niemieckiej Rady Muzycznej (1987) i Nagrody Towarzystwa Mozartowskiego w Wiesbaden (1988). Koncertował w Europie, Ameryce i Azji jako solista, muzyk kameralny i dyrygent; występuje m.in. z zespołem Camerata w Salzburgu, Niemiecką Filharmonią Kameralną, Orkiestrą Kameralną Kolonii. Z zespołem kolońskim nagrał pierwsze całościowe wykonanie koncertów obojowych Johanna Sebastiana Bacha.
Obok muzyki dawnej zajmuje się także muzyką współczesną, jest współtwórcą i dyrygentem zespołu Ensemble Aventure. Wykładowca gościnny wielu uczelni muzycznych oraz stały profesor Akademii Sztuki w Bremie. Wielokrotnie nagradzany za nagrania płytowe. W Montepulciano (Włochy) prowadzi kurs mistrzowski przeznaczony dla oboistów.